# Tisameno (figlio di Oreste)
Tisameno, nella mitologia greca, era il figlio di Oreste e di Ermione, nonché ultimo discendente degli Atridi e dei Tantalidi e di conseguenza anche l'ultimo re miceneo di Sparta e Micene.
Aveva come figli: Daimene, Spartone, Telle, Leontomene e Comete.

## Mitologia
Aveva ereditato il titolo di re di Argo e di Sparta dal padre, dovette poi cederlo agli eraclidi Euristene e Procle (oppure al loro padre Aristodemo). 

Fu sconfitto ed ucciso dagli Eraclidi guidati da Ossilio.